# 제5회 EBS 국제다큐영화제
제5회 EBS 국제다큐영화제는 2008년 9월 22일에 열린 시상식이다.

## 수상 및 후보

### 대상
- 우리가 알았더라면 - 피터 라타스터 수상

### 다큐멘터리 정신상
- 예술가와 수단 쌍둥이 - 피에트라 브렛켈리 수상

### 심사위원 특별상
- 지난 겨울, 갑자기 - 구스타브 호페르 외1명 수상

### 시청자 관객상
- 히어 앤 나우 - 이렌 테일러 브로드스키 수상

### 심사위원 특별 언급
- 붉은 경쟁 - 간 차오 수상
- 에덴의 악마들 - 알레한드라 이슬라스 수상